# 卡莱塔海滩 (加的斯)

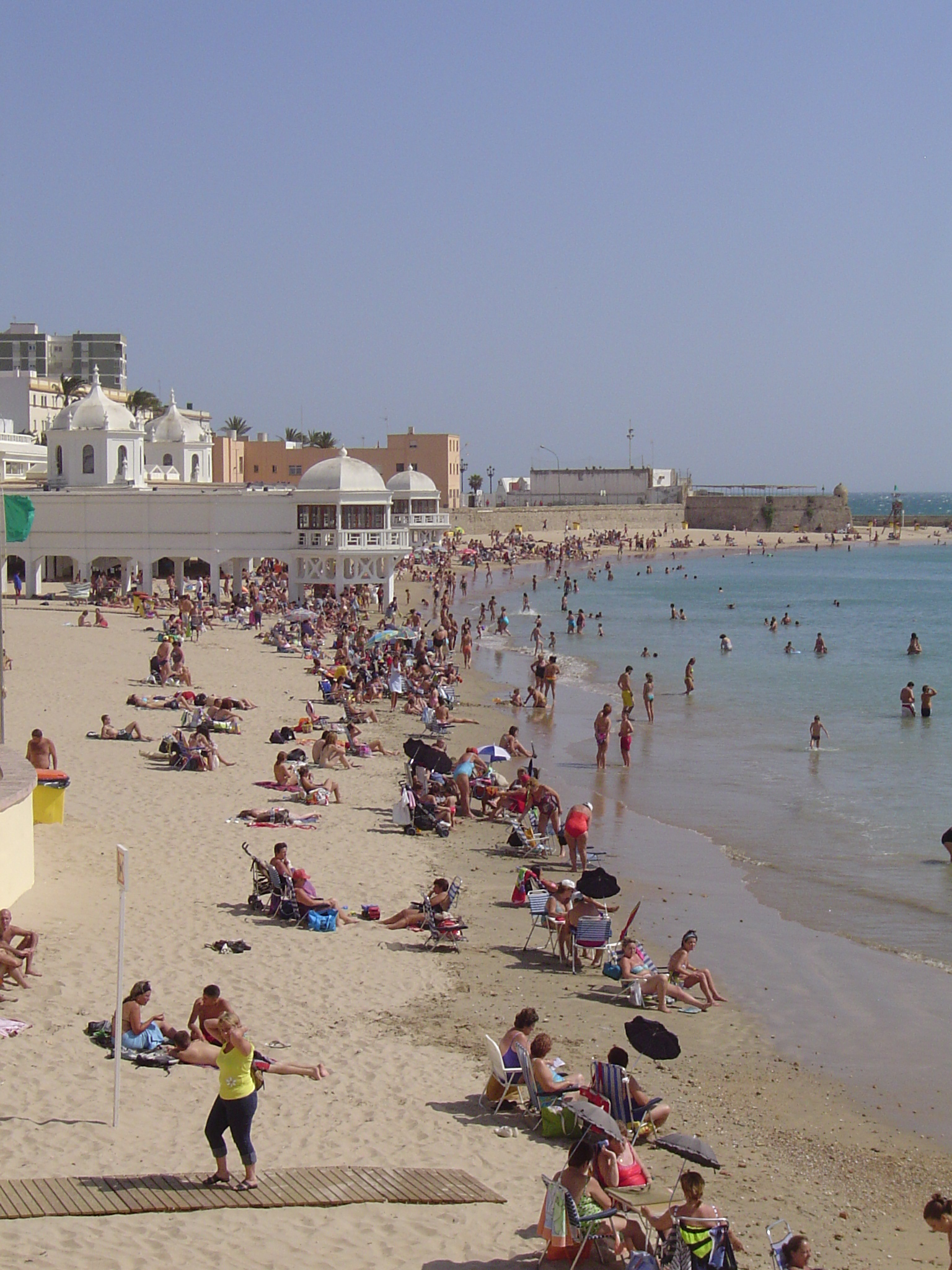
卡莱塔海滩

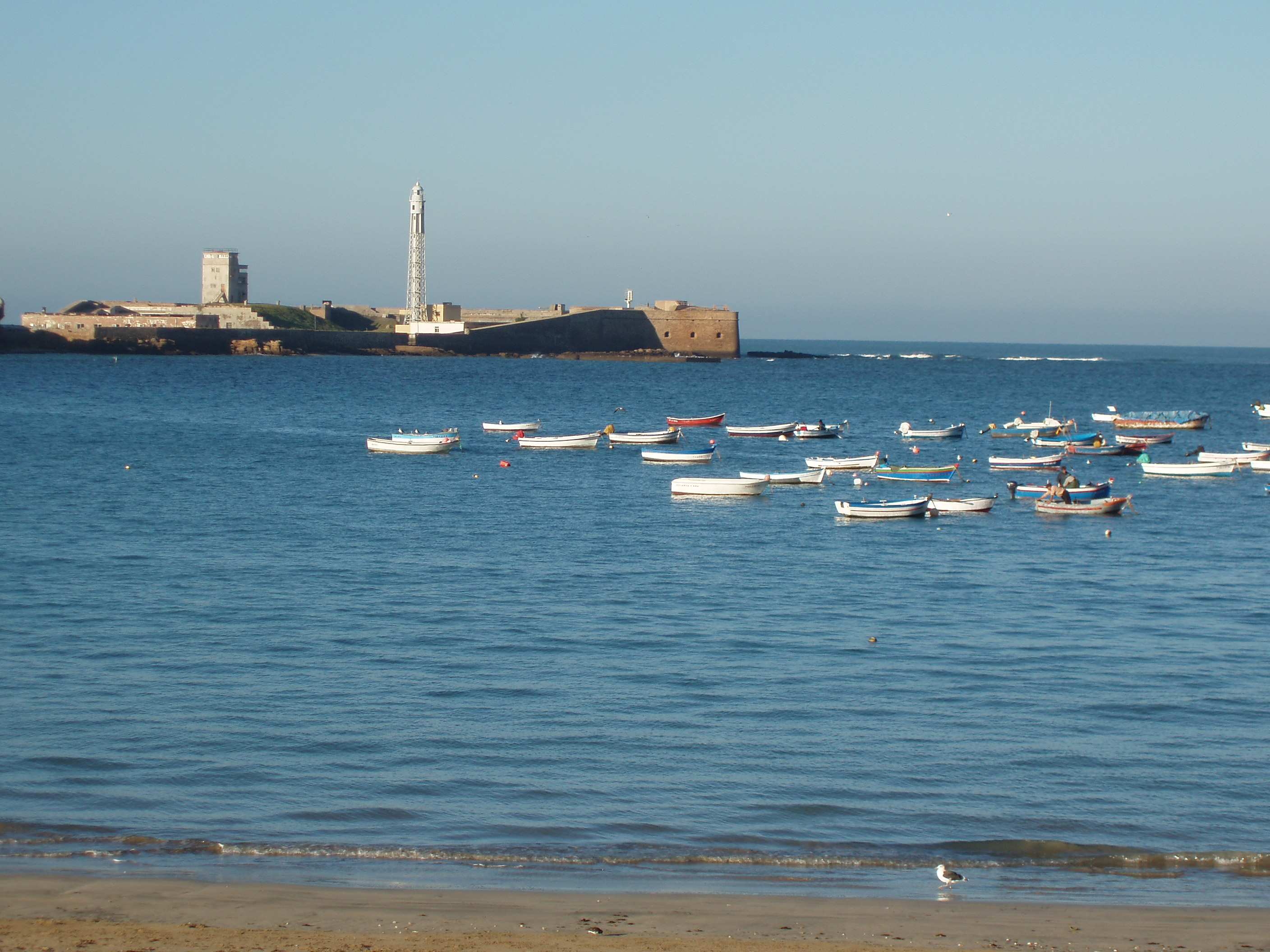
海滩与城堡

卡莱塔海滩（Playa de La Caleta）是西班牙南部城市加的斯的一个海滩，位于老城的中心。这是一个天然良港，早在腓尼基、迦太基和古罗马时代早已开发。它是该市最小的海滩。
这个海滩的位置，曾经激发了伊萨克·阿尔贝尼兹等音乐家和诗人的灵感。它介于圣塞瓦斯蒂安城堡和圣卡塔利娜城堡之间，同名的大学校园经济和企业科学系的前面。
最近，007《择日而亡》等几部电影都在此拍摄。
加的斯当地人认为这是他们的城市最具象征性的地方之一，以此为主题的歌曲经常在加的斯狂欢节演唱。